# Скородумов, Михаил Фёдорович
Михаи́л Фёдорович Скороду́мов (24 апреля 1892 — 15 ноября 1963, Лос-Анджелес) — русский генерал, участник Первой мировой войны, Гражданской войны в России, создатель Русского корпуса в составе вермахта, монархист-легитимист.

## Биография
Сын доктора медицины, коллежского советника Фёдора Фёдоровича Скородумова (1857—?), служившего старшим врачом лейб-гвардии 2-й артиллерийской бригады.
Окончил Первый кадетский корпус (1910) и Павловское военное училище (1912), откуда выпущен был подпоручиком в 95-й пехотный Красноярский полк.
15 августа 1913 года переведен в лейб-гвардии Павловский полк, в рядах которого и вступил в Первую мировую войну. 27 августа был ранен у самых немецких окопов, начертил кроки расположения противника, что дало возможность на другой день разбить противника и взять много пленных, пулемётов и артиллерию. За этот совершённый подвиг получил орден Святого Владимира 4-й степени. По выздоровлении после ранения, был признан негодным к строевой службе, но благодаря своей настойчивости был отправлен на фронт. В 1915 году попал в плен к немцам, трижды неудачно пытался бежать из плена. Вернулся на родину по соглашению об обмене военнопленными. Приказом по 11-й армии от 25 сентября 1917 г. был награждён орденом Св. Георгия 4-й степени.
Во время гражданской войны Скордумов сражался в рядах Добровольческой армии, участник Бредовского похода, затем в армии Врангеля в Крыму. После эвакуации армии Врангеля из Крыма жил в Югославии, а после оккупации немецкими войсками Югославии предложил германскому командованию сформировать Русский корпус для защиты русского населения от партизан, вырезавших целые семейства русских белых эмигрантов. Начал формирование корпуса, получив на это согласие немецкого полковника Кевиша.
12 сентября 1941 года издал первый приказ по корпусу, в котором в частности писалось: «С Божьей помощью, при общем единодушии и выполнив наш долг в отношению приютившей нас страны, я приведу вас в Россию». Уже 14 сентября 1941 за подобные самоуправные заявления Скородумов был смещён с поста командира корпуса и на три недели был арестован. Командование корпусом было передано генералу Штейфону.
После своего освобождения из под ареста Скородумов три года работал сапожником. В 1944 году он вступил в Русский корпус рядовым и отступал с ним до Австрии, где корпус сдался британским войскам.
После войны Скородумов уехал в США. В 1963 году он умер и был похоронен в Лос-Анджелесе на Голливудском кладбище.

## Награды
- Орден Святой Анны 4-й ст. с надписью «за храбрость» (ВП 10.11.1914)
- Орден Святого Станислава 3-й ст. с мечами и бантом (ВП 26.01.1915)
- Орден Святой Анны 3-й ст. с мечами и бантом (ВП 28.07.1915)
- Орден Святого Владимира 4-й ст. с мечами и бантом (Дополнение к ПАФ 4.03.1917)
- Орден Святого Станислава 2-й ст. с мечами (ПАФ 24.05.1917)
- Орден Святого Георгия 4-й степени (1917)
- Крест «За поход отряда генерала Бредова»
- Императорский Орден Святителя Николая Чудотворца